# Conquering the Woman
Conquering the Woman és una pel·lícula muda dramàtica estatunidenca de 1922 dirigida per King Vidor. Existeix una impressió de la pel·lícula a la Cinematheque Royale de Belgique a Bèlgica.

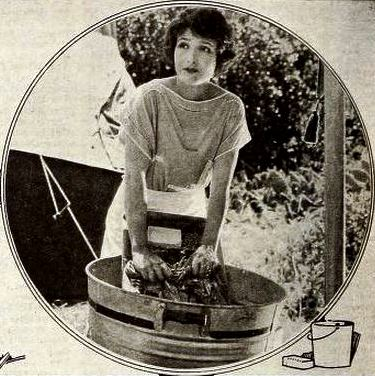
Fotograma de la pel·lícula

## Trama
Tal com es descriu en una revista de cinema, Judith Stafford (Vidor) torna a casa seva a San Francisco després d'una llarga estada a l'estranger durant el qual la tia Sophia (Brundage), una escaladora social, va ser la seva acompanyant. Mentre planeja aquàtica a la costa sud de França, la Judith cau intencionadament del seu avió i està molt molesta quan Larry Saunders (Butler) d'Oklahoma, el iot del qual és a prop, se submergeix per rescatar-la. La Judith renya Larry i ella neda fins al vaixell del seu amfitrió, el comte Henri (Burke). Més tard, quan Larry arriba a San Francisco, visita el seu vell amic Tobias Stafford (Sprotte), i se sorprèn al descobrir que la Judith és la filla de Tobey. Judith es compromet amb el comte. El seu pare s'oposa a aquest partit i enganya a ella i en Larry a bord d'un dels seus vaixells mercants. Li dona certes ordres al capità Sandy MacTavish (Todd) que fan que Judith i Larry siguin abandonats en una illa deshabitada als Mars del Sud. Larry prova mitjans dràstics per domesticar la Judith, però no té èxit. Adopta mètodes suaus però persuasius i guanya. Judith està feliçment enamorada d'ell. El comte apareix de manera inesperada i segresta Judith. Tobey arriba i ell i Larry comencen a perseguir el segrestador. Després d'una persecució emocionant, Judith és rescatada pel seu amant.

## Repartiment
- Florence Vidor com a Judith Stafford
- Bert Sprotte com a Tobias Stafford
- Mathilde Brundage com a tia Sophia
- David Butler com a Larry Saunders
- Roscoe Karns com a Shorty Thompson
- Peter Burke com el comte Henri de Marcellus
- Harry Todd com a Sandy MacTavish

## Producció
La tercera de les quatre pel·lícules que Vidor i la seva cònjuge Florence Vidor (una actriu en ascens a Paramount Pictures) havien contractat per filmar per a Associated Exhibitors, totes les quals es van completar el 1922. Vidor va considerar la pel·lícula "fora de la meva línia". Vidor no va poder completar la pel·lícula final del contracte, Alice Adams, ja que el seu matrimoni amb Florence s'estava deteriorant. Va fer que Rowland V. Lee s'encarregués de la direcció.